# MANTIS (système de défense antiaérienne)
Pour les articles homonymes, voir Mantis.
Le MANTIS (de Modular, Automatic and Network capable Targeting and Interception System, en français : Système de ciblage et d’interception modulaire, automatique et compatible réseau), anciennement NBS-C-RAM (contre-roquettes, artillerie et mortier), est un système d'arme destiné à la défense antiaérienne, de conception allemande. Dernier système de protection à très courte portée de l'armée pour la Luftwaffe, il est destiné à la protection des bases militaires, en particulier en Afghanistan. Il est produit par Rheinmetall Air Defence, une filiale de Rheinmetall en Allemagne. Il fait partie du futur projet de défense aérienne SysFla.

## Description

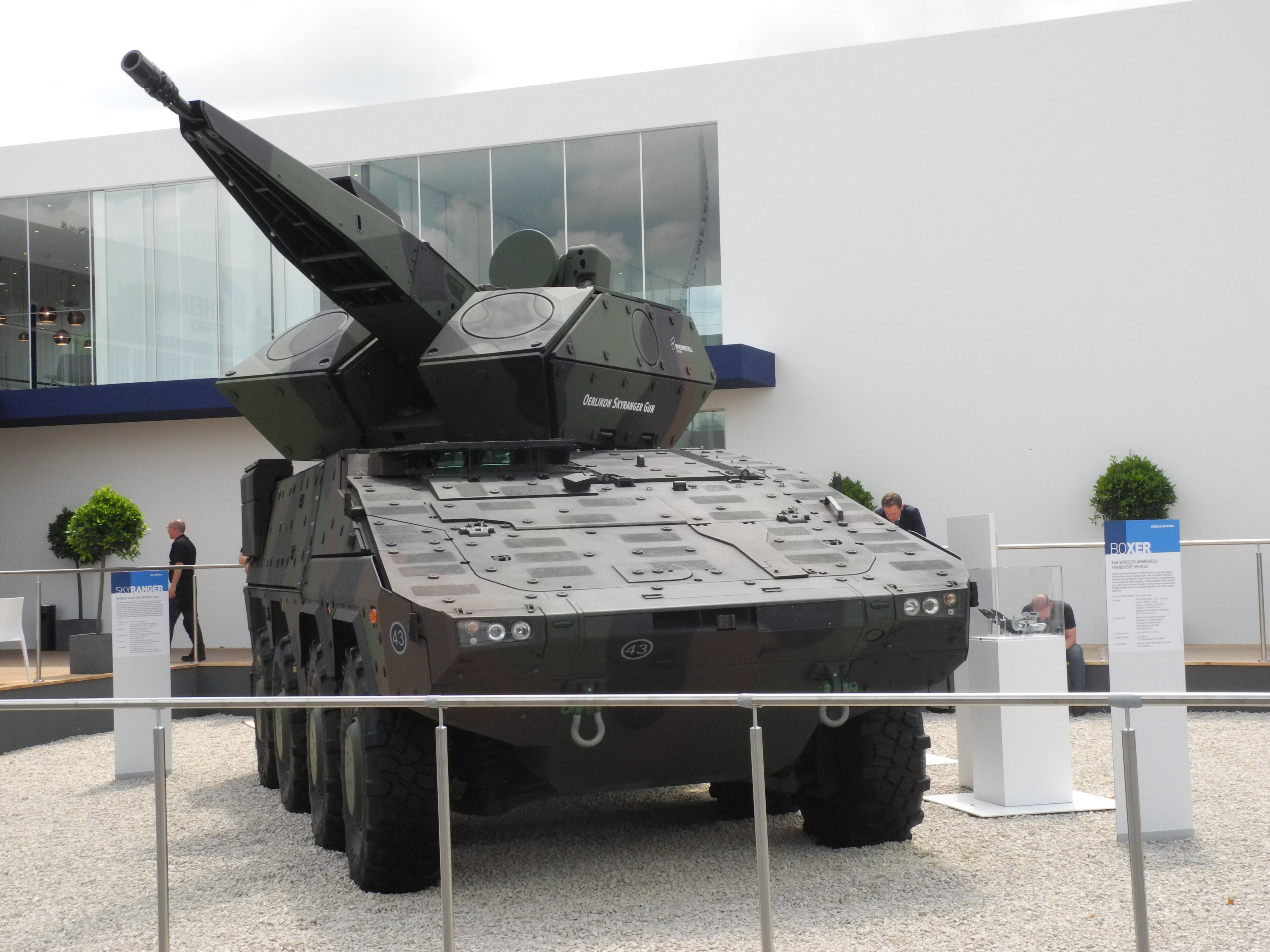
Boxer avec le système Oerlikon Skyranger présenté à l'Eurosatory 2018.

Le système C-RAM de NBS est censé détecter, suivre et abattre les projectiles entrants avant qu'ils ne puissent atteindre leur cible de très près. Le système lui-même est basé sur le système de canon antiaérien Skyshield de Oerlikon Contraves.
Un système C-RAM NBS comprend d'une part six canons automatiques de 35 mm (capables de tirer 1 000 coups par minute), d'autre part d'une unité de contrôle au sol et enfin de deux unités de capteurs. L'ensemble du système est entièrement automatisé. Les canons tirent des munitions programmables "Ahead", développées par Rheinmetall Weapons and Munitions - Suisse (anciennement Oerlikon Contraves Pyrotec). La munition porte une charge utile de 152 projectiles de tungstène pesant 3,3 g chacun.
À l'origine, l'armée allemande avait commandé un premier lot de deux systèmes en 2009 et deux autres en 2013. Tous les systèmes MANTIS ont été transférés à l'armée de l'air allemande, qui est désormais responsable de toutes les tâches de défense aérienne. Les deux premiers systèmes coûtent environ 110,8 millions d'euros, auxquels s'ajoutent 20 millions d'euros supplémentaires pour la formation et la documentation. Dans le cadre d'un contrat ultérieur, d'une valeur d'environ 13,4 millions d'euros, Rheinmetall livrera également les munitions correspondantes à l'armée allemande.
La Bundeswehr allemande a repris le premier système MANTIS le 1er janvier 2011.
Le véhicule de combat d'infanterie Lynx peut intégrer ce système dans sa version véhicule antiaérien.